# Thalassoma nigrofasciatum
Thalassoma nigrofasciatum är en fiskart som beskrevs av Randall 2003. Thalassoma nigrofasciatum ingår i släktet Thalassoma och familjen läppfiskar. IUCN kategoriserar arten globalt som livskraftig. Inga underarter finns listade i Catalogue of Life.